# Elga Brink
Elga Brink (Berlín, 2 de abril de 1905-Hamburgo, 28 de octubre de 1985) fue una actriz cinematográfica alemana que, a lo largo de una carrera de treinta años de duración actuó en unas setenta películas.

## Biografía
Nacida en Waidmannslust, un barrio de Berlín, Alemania, Brink inició su carrera cinematográfica en los años veinte tras recibir formación en la escuela profesional. 
En la época del cine mudo protagonizó algunas películas dirigidas por Georg Jacoby, con el cual llegó a casarse. En 1930 hizo el papel de Friederike Brion, un amor juvenil de Johann Wolfgang Goethe, en el film Die Jugendgeliebte. A lo largo de toda la década de 1930 siguió trabajando en el cine con papeles de importancia y, en ocasiones, como protagonista.
Finalizada la Segunda Guerra Mundial, la actriz probó – aunque sin éxito – subir al escenario. Antes de retirarse definitivamente en 1951, todavía rodó un par de películas. Su última actuación fue un pequeño papel en una cinta de Johannes Meyer. 
Abandonado ya el cine, Elga Brink vivió, bajo el nombre de Elisabeth Biermann, en la ciudad de Hamburgo, trabajando como empleada de un bufete de abogados. Falleció en dicha ciudad en el año 1985.

## Filmografía completa[2]

### Actriz
| - Lebenshunger, de Johannes Guter (1922) - Zwischen Abend und Morgen, de Arthur Robison (1923) - Das Paradies im Schnee, de Georg Jacoby (1923) - Komödianten des Lebens, de Georg Jacoby (1924) - Quo vadis?, de Georg Jacoby y Gabriellino D'Annunzio (1925) - Der Hahn im Korb, de Georg Jacoby (1925) - Husarenfieber, de Georg Jacoby (1925) - Der Ritt in die Sonne, de Georg Jacoby (1926) - Der Stolz der Kompagnie, de Georg Jacoby (1926) - Das Gasthaus zur Ehe, de Georg Jacoby (1926) - Dürfen wir schweigen?, de Richard Oswald (1926) - Der dumme August des Zirkus Romanelli, de Georg Jacoby (1926) - Die Frau ohne Namen - 1. Teil, de Georg Jacoby (1927) - Die Frau ohne Namen - 2. Teil, de Georg Jacoby (1927) - Die Insel der verbotenen Küsse, dei Georg Jacoby (1927) - Liebe im Rausch, de Georg Jacoby (1927) - Die Jagd nach der Braut, de Georg Jacoby (1927) - The Fake, de Georg Jacoby (1927) - Jokeren, de Georg Jacoby (1928) - Der Faschingskönig, de Georg Jacoby (1928) - The Physician, de Georg Jacoby (1928) - Abwege], de Georg Wilhelm Pabst (1928) - Angst - Die schwache Stunde einer Frau, de Hans Steinhoff (1928) - Die schönste Frau von Paris, de Jacob Fleck y Luise Fleck (1928) - Die Wochenendbraut, de Georg Jacoby (1928) - Morgenröte, de Wolfgang Neff y Burton George (1929) - Das Land ohne Frauen, de Carmine Gallone (1929) - Frauen am Abgrund, de Georg Jacoby (1929) - Ehe in Not, de Richard Oswald (1929) - Die Jugendgeliebte, de Hans Tintner (1930) - Der keusche Josef, de Georg Jacoby (1930) - Pension Schöller, de Georg Jacoby (1930) - Zweierlei Moral, de Gerhard Lamprecht (1931) - Um eine Nasenlänge, de Johannes Guter (1931) - Der Herr Finanzdirektor, de Fritz Friedmann-Frederich (1931) | - Im Banne der Berge, de Franz Osten (1931) - Der Feldherrnhügel, de Eugen Thiele (1932) - Kriminalreporter Holm, de Erich Engels (1932) - Nacht der Versuchung, de Léo Lasko y Robert Wohlmuth (1932) - Strafsache von Geldern, de Willi Wolff (1932) - Marschall Vorwärts, de Heinz Paul (1932) - Der Choral von Leuthen, de Carl Froelich y Arzén von Cserépy (1933) - Sprung in den Abgrund, de Harry Piel (1933) - Der Tunnel, de Curtis Bernhardt (1933) - Dr. Bluff, de Phil Jutzi (1934) - Der kühne Schwimmer, de Georg Jacoby (1934) - Spiel mit dem Feuer, de Ralph Arthur Roberts (1934) - Da stimmt was nicht, de Hans H. Zerlett (1934) - Die Frauen haben es leicht, de Phil Jutzi (1935) - Münchhausens neuestes Abenteuer, de Phil Jutzi (1936) - Onkel Bräsig, de Erich Waschneck (1936) - Das Bummelgenie, de Karl Leiter (1937) - Wiederseh'n macht Freude, de Phil Jutzi (1937) - Die Kronzeugin, de Georg Jacoby (1937) - Karussell, de Alwin Elling (1937) - Ferngespräch mit Hamburg, de Phil Jutzi (1937) - Pension Elise Nottebohm, de Phil Jutzi (1937) - Heimatland, de Ernst Martin (1939) - In letzter Minute, de Fritz Kirchhoff (1939) - Weißer Flieder, de Arthur Maria Rabenalt (1940) - Die schwedische Nachtigall, de Peter Paul Brauer (1941) - Clarissa, de Gerhard Lamprecht (1941) - Quax, der Bruchpilot, de Kurt Hoffmann (1941) - Stimme des Herzens, de Johannes Meyer (1942) - Mit den Augen einer Frau, de Karl Georg Külb (1942) - Die heimlichen Bräute, de Johannes Meyer (1944) - Frühlingsmelodie, de Hans Robert Bortfeld (1945) - Eines Tages, de Fritz Kirchhoff (1945) - Semmelweis - Retter der Mütter, de Georg C. Klaren (1950) - Das fremde Leben, de Johannes Meyer (1951) |

### Documental
- Die große Sehnsucht, de Steve Sekely (1930)